# Uzbekistán en los Juegos Paralímpicos de Pyeongchang 2018
Uzbekistán estuvo representado en los Juegos Paralímpicos de Pyeongchang 2018 por una deportista femenina. El equipo paralímpico uzbeko no obtuvo ninguna medalla en estos Juegos.